# Tommy Wiseau
Thomas Pierre Wiseau, detto Tommy, nato Tomasz Wieczorkiewicz (Poznań, 3 ottobre 1955), è un regista, attore e sceneggiatore polacco naturalizzato statunitense, noto per aver scritto, diretto, prodotto e interpretato il film The Room, film che è stato descritto come "uno dei peggiori film mai fatti", tanto da arrivare, col passare del tempo, a guadagnare lo status di film cult.

## Biografia
Wiseau è sempre stato restio nel parlare del suo passato, e su questa faccenda sono nati diversi dibattiti da parte dei fan e dello staff di The Room. Egli, in varie interviste, ha sempre affermato di essere cresciuto a New Orleans, e ama autodefinirsi "americano puro" malgrado abbia vissuto buona parte della sua vita in Francia e in altri stati d'Europa.
Il 10 ottobre 2013 l'attore e modello statunitense Greg Sestero, che fu co-protagonista assieme a Wiseau in The Room, pubblicò il libro The Disaster Artist: My Life Inside the Room, una raccolta di aneddoti sul suo rapporto con Wiseau e sulla realizzazione di The Room. Secondo quanto riportato da Sestero, Wiseau sarebbe nato a Poznań, Polonia, nella seconda metà degli anni cinquanta, e la sua passione per il cinema e per la cultura pop americana nacque in giovane età dopo la visione del film Disney La carica dei cento e uno.
Dopo la maturità, Wiseau si trasferì a Strasburgo, dove lavorò come lavapiatti per un ristorante locale. Dopo un breve soggiorno a Parigi, si trasferì poi a Chalmette, in Louisiana, dove visse presso alcuni parenti e dove lavorò come commesso in una drogheria. Successivamente, negli anni novanta, si trasferì definitivamente a Los Angeles, dove lavorò temporaneamente prima come infermiere in un ospedale, poi come venditore ambulante di giocattoli; fu in quel periodo che Wiseau, il cui vero nome (come riportato nel documentario Room Full of Spoons di Rick Harper) è Piotr Wieczorkiewicz, decise di cambiare ufficialmente il suo nome all'anagrafe in "Thomas Pierre Wiseau", dove il cognome "Wiseau" sarebbe una americanizzazione della pronuncia del termine francese oiseau (uccello), riferimento al fatto che vendesse principalmente uccelli giocattolo.
Spinto dal suo amore per il cinema, Wiseau iniziò poi a prendere lezioni di recitazione, frequentando l'American Conservatory Theater e la Laney College and Stella Adler Academy of Acting, dove lui e Sestero si conobbero.

### Film
Il lavoro più conosciuto di Wiseau è il film drammatico indipendente The Room, distribuito limitatamente nelle sale nel 2003. Già alle prime proiezioni il film fu subito stroncato dalla critica. Comunque, col passare del tempo, il film si guadagnò lo status di film culto grazie alle proiezioni di mezzanotte nei cinema. Questo relativo successo spinse Wiseau a creare l'evento The Room's 2010-2011 "Love is Blind" International Tour, dove egli apparve più volte per proiettare il suo film.
Nel 2004 Wiseau diresse e produsse il cortometraggio Homeless in America. Nel 2010 Wiseau recitò nel cortometraggio horror The House That Drips Blood on Alex, scritto e diretto dal duo comico Studio8. Il cortometraggio fu proiettato per la prima volta al Comic-Con il 24 luglio 2010 e fu trasmesso su Comedy Central e su internet il 14 ottobre dello stesso anno.
Nell'ottobre del 2017 è stato pubblicato su YouTube un concept trailer di Best F(r)iends, un comedy-thriller che vede protagonista Wiseau e il suo collega ed amico Greg Sestero.

### Televisione
Nel 2008 Wiseau recitò nell'episodio pilota della serie televisiva da lui ideata The Neighbours, che però non venne mai accettata da nessuna emittente.
Nel 2009 Wiseau apparve come ospite in un episodio della quarta stagione di Tim and Eric Awesome Show, Great Job!. In un'intervista concessa alla rivista Wired Tim Heidecker e Eric Wareheim, ideatori della serie, si mostrarono ancora interessati a lavorare con Wiseau.

### Internet
Wiseau, dal 1º giugno 2011, gestisce un canale YouTube chiamato TommyExplainsItAll, dove carica video in cui dice la sua opinione su vari argomenti. Inoltre ha un suo spazio sul sito web Machinima.com chiamato The Tommy Wi-show, dove si occupa di recensioni di videogiochi.

### Vita privata
Prima di intraprendere la carriera di attore e regista, Wiseau desiderava diventare una rock star. Tra le sue influenze maggiori vi sono James Dean, Marlon Brando, Elizabeth Taylor e Tennessee Williams, mentre tra i suoi film preferiti vi sono I cannoni di Navarone e Quarto potere.

## Filmografia

### Cinema

#### Attore
- The Room, regia di Tommy Wiseau (2003)
- The House That Drips Blood on Alex, regia di Brock LaBorde & Jared Richard (2010) - Cortometraggio
- Samurai Cop 2: Deadly Vengeance, regia di Gregory Hatanaka (2015)
- Cold Moon, regia di Griff Furst (2016)
- The Disaster Artist, regia di James Franco (2017) - cameo
- Best F(r)iends, regia di Justin MacGregor (2018)
- Scary Love, regia di Jennifer Juniper Stratford (2018)
- Big shark, regia di Tommy Wiseau (2023)

#### Regista, sceneggiatore e produttore
- The Room (2003)
- Homeless in America (2004) - cortometraggio documentario, co-regia con Kaya Redford
- Big Shark (2023)

### Televisione
- Tim and Eric Awesome Show, Great Job! (1 episodio, 2009)